# コウマ
コウマ（黄麻、Corchorus capsularis）は、インドまたは中国南部原産とされる一年生草本。標準和名はツナソ（綱麻）。別名はインド麻、カルカッタヘンプ。熊本県や岡山県ではイチビとも称された（標準和名がイチビの学名Abutilon theophrastiとは異なる）。
英名はジュート（Jute）でジュート繊維の代表的原料植物である。なお、同属の植物であるシマツナソ（C. olitorius、縞綱麻、別名はタイワンツナソまたはナガミツナソ）もジュート麻の原料として利用される。このシマツナソ（タイワンツナソ）は野菜名の「モロヘイヤ」の名でよく知られる。

## 特徴
高温多湿で湿潤な環境を好む。播種は2月から5月頃で、4か月程度で2mから3mに伸びる。果実は球状果実または長い円筒型果実である。刈り取り時期は6月から9月頃であるが、時期によって繊維の質は変化する。一般には花が落ちる時期に収穫した繊維が繊細かつ強力で、もっとも良質のものをとることができる。

## 栽培
主産地はインド及びバングラデシュである。

### 中国
栽培には高温多湿の環境のうえに、土層が厚く有機質に富んだ砂質土が適しているため、長江以南の大部分が好適地となっている。

### 日本
熊本県や岡山県では苧麻（ちょま）の代わりに農家で少しずつ生産されていた。熊本県八代郡では畳表の製造の際の竪糸用繊維をとるために栽培されたこともある。

## ジュート繊維
以下、コウマ由来のものとシマツナソ由来のもの両方をジュート繊維とし、ジュート産業について述べる。

### 用途
- 導火線 - 火薬の抱合性に優れることから導火線に使用される[1]。
- 畳表糸 - 伸度が少ないため畳表のたて糸に使用される[1]。
- ひも - 自動稲刈り機の結束用ひもなどに利用される[1]。耐久性が必要なロープには適さない。
- カーペット基布 - タフテッドカーペット裏地の基布として使用される[1]。
- 南京袋

### 特性
自然生態系の枠内で短期間に再生産される、焼却処分しても有害物質を出さず土中に埋めてもバクテリアによって完全分解されるなど環境への負荷が少ない素材として注目されている。二酸化炭素の吸収力が非常に高く、地球温暖化抑制効果がある。

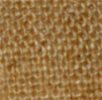
ジュート